# Die Apothekerin (Roman)
Die Apothekerin ist ein Roman-Bestseller von Ingrid Noll. Er erschien erstmals 1994 im Diogenes Verlag, Zürich, und ist seither in mehrere Sprachen übersetzt worden.

## Handlung
Der Roman handelt von der Apothekerin Hella Moormann, die in der Frauenklinik von Heidelberg ihrer Bettnachbarin Rosemarie Hirte (Hauptperson in „Der Hahn ist tot“) ihr Leben erzählt:
Hella hat eine Schwäche für Männer mit Problemen, bis sie den jungen Zahnmedizinstudenten Levin kennenlernt. Dieser ermordet mit Gift, das Hella von ihrem Großvater geerbt hatte, seinen Großvater Lars, um an dessen Vermögen und seine Villa heranzukommen. Allerdings hatte sein Opa zuvor das Testament geändert, so dass er binnen einem halben Jahr Hella heiraten muss, damit sie das Erbe erhält. Bald betrügt Levin Hella mit der Haushälterin Margot, die bereits für den Großvater gearbeitet hatte. Außerdem wohnt inzwischen Dieter, Margots Mann, ebenfalls in der Villa.
Durch eine Mischung aus Unfall und Reflex stürzt Margot beim Putzen mit Hella aus dem Fenster und verstirbt kurz danach. Hella versucht zwar die Widersacherin zu retten, ekelt sich aber vor deren intensivem Schweißgeruch und lockert daraufhin den Griff. Da Levin Hella immer länger allein lässt, betrügt sie ihn mit Dieter, trotz dessen krimineller Vergangenheit mit Körperverletzung und Drogenhandel. Als sie plötzlich schwanger wird, weiß sie nicht, wer der Vater ist. Die Situation gerät außer Kontrolle: Erst attackiert Dieter Levin und schlägt ihm einige Zähne aus, dann attackiert er auch Hella, die gerade noch von Pawel gerettet werden kann. Pawel ist ein Kunde von Hella, der zwei Kinder und eine psychisch kranke Frau hat. Als Dieter wegen des Angriffs ins Gefängnis muss, zieht Pawel mitsamt den Kindern bei Hella ein. Nachdem seine Frau Alma von der Beziehung zwischen Hella und Pawel erfahren hat, versucht sie, Selbstmord zu begehen. Dabei brennt die Villa ab.
Zwei Jahre später leben Hella und Pawel in einem neuen Haus und erwarten ihr zweites Kind. Alma, die nun aus der Anstalt entlassen worden ist, entpuppt sich als wahrer Klotz am Bein der Familie, sodass Hella schon den Entschluss fasst, dass Alma nun weg müsse.
Am Ende des Buches schlägt die brave Bettnachbarin Rosemarie Hella vor, Alma auf ähnliche Art und Weise wie den Großvater umzubringen.

## Verfilmung
Im Jahr 1997 wurde der Roman von Rainer Kaufmann unter dem Titel Die Apothekerin mit Katja Riemann verfilmt.